# Tadeusz Demeter
Tadeusz Demeter (ur. 1901 we Lwowie, zm. 15 kwietnia 1971) – polski inżynier budownictwa, absolwent Politechniki Lwowskiej. 
Stanowisko docenta objął w 1951, zastępcą profesora został w 1954. Kierownik Katedry Elementów Maszyn, potem Katedry Podstaw Konstrukcji Maszyn w latach 1959–1966; kierownik Zakładu Sprzęgieł i Połączeń w okresie 1966–1970; prodziekan Wydziału Mechanicznego PWr w latach 1952–1954 r. oraz 1960–1964 r.; kierownik Studium Zaocznego na Wydziale Mechanicznym w latach 1954–1958 r. Od 1966 profesor nadzwyczajny na Wydziale Mechanicznym Politechniki Wrocławskiej. Autor publikacji Ćwiczenia konstrukcyjne. Został odznaczony Złotym Krzyżem Zasługi, Krzyżem Kawalerskim Orderu Odrodzenia Polski, Złotą Odznaką Politechniki Wrocławskiej. Pochowany został na cmentarzu Świętej Rodziny we Wrocławiu. 